# Benson Mhlongo
Benson Mhlongo est un footballeur sud-africain né le 9 novembre 1980 à Alexandra. Il peut jouer au poste de milieu de terrain ou de défenseur.
Il a participé à la Coupe d'Afrique des nations 2008 avec l'équipe d'Afrique du Sud.

## Carrière
- 1999-00 : City Sharks Johannesbourg ( Afrique du Sud)
- 2000-01 : Supersport United ( Afrique du Sud)
- 2001-05 : Wits University ( Afrique du Sud)
- 2005-08 : Mamelodi Sundowns ( Afrique du Sud)
- 2008 : Orlando Pirates ( Afrique du Sud)

## Palmarès
- 24 sélections et 1 but en équipe d'Afrique du Sud depuis 2003
- Champion d'Afrique du Sud en 2006 et 2007 avec Mamelodi Sundowns
- Vainqueur de la Coupe d'Afrique du Sud en 2008 avec Mamelodi Sundowns (finaliste en 2007)